# Slingshot
Pour plus de détails, voir Fiche technique et Distribution.
Mission Titan ou Trajectoire au Québec (Slingshot) est un film américain réalisé par Mikael Håfström et sorti en 2024.
Le scénario de ce thriller psychologique de science-fiction est écrit par R. Scott Adams et Nathan Parker.

## Synopsis
John, un astronaute, part en mission sur Titan, une lune de Saturne. Alors qu'il est peut-être en danger de mort, il peine à rester connecté à la réalité.

## Fiche technique
Sauf indication contraire, les informations mentionnées dans cette section peuvent être confirmées par la base de données cinématographiques IMDb,  présente dans la section « Liens externes ».
- Titre original : Slingshot
- Titre français (VOD) : Mission Titan
- Réalisation : Mikael Håfström
- Scénario : R. Scott Adams et Nathan Parker
- Musique : Lorne Balfe[2]
- Photographie : Pär M. Ekberg
- Décors : Henriett Nagy
- Costumes : Caroline Harris
- Montage : Rickard Krantz
- Production : Richard Saperstein, Istvan Major et Beau Turpin

Producteurs délégués : Beau Turpin, Ivett Havasi, Shara Kay, Michael Hollingsworth, Matthew Dwyer, Ron Cundy, Nikolett Barabás, Jonathan Krauss, Brooklyn Weaver et Joanna Plafsky,,,
- Sociétés de production : Astral Pictures, Bluestone Entertainment, Széchenyi Funds et Filmsquad
- Société de distribution : Bleecker Street (pour les USA)[6]
- Pays de production :  États-Unis
- Langue originale : anglais
- Format : couleur
- Genre : thriller psychologique, science-fiction
- Date de sortie : 
  - États-Unis : 30 août 2024 (en salles)[7]
  - France : 13 mars 2025 (vidéo à la demande)

## Distribution
- Casey Affleck (VQ : Sébastien Reding) : John
- Laurence Fishburne (VQ : Guy Nadon) : le capitaine Franks
- Emily Beecham (VQ : Marie-Ève Sansfaçon) : Zoe
- Tomer Kapon (VQ : Maël Davan-Soulas) : Nash
- David Morrissey (VQ : Daniel Picard) : Sam Napier
- Mark Ebulué : Gordon
- Nikolett Barabas (VF : Dominique Laniel) : l'ordinateur (voix)

 Source et légende : version québécoise (VQ) sur Doublage.qc.ca

## Production

### Genèse et développement
Le 23 novembre 2021, la presse annonce que Mikael Håfström réalise un film de science-fiction basé sur un scénario de R. Scott Adams et Nathan Parker,,.
Le film est produit par Bluestone Entertainment, Barry Chusid en est le décorateur et Pär M Ekberg le directeur de la photographie,,.
Slingshot est une production d'Astral Pictures en association avec Bluestone Entertainment et Széchenyi Funds Ltd., l'un des plus grands fonds d'investissement hongrois,,,.

### Attribution des rôles
Parallèlement à l'annonce du film en novembre 2021, la presse annonce que la distribution inclut Casey Affleck, Laurence Fishburne, Emily Beecham, Tomer Kapon et David Morrissey,,.

### Tournage
Le tournage débute le 1er décembre 2021 en Hongrie, aux studios Korda et dans d'autres lieux de Budapest et des environs,,,.